# أبو حديد (فلم)
أبو حديد هو فيلم مصري عرض عام 1958، بطولة فريد شوقي ومحمود المليجي، ومن إخراج نيازي مصطفى.

## قصة الفيلم
يحتكر (الحنش) صيد السمك ويفرض على الصيادين ما يشاء، ويهرب المخدرات في سفنه ويساعده (جابر) في توزيعها، يقتل (جابر) (أبو حديد) عندما يكشفهما ويدفناه بعشته، يحاول الحنش الزواج من أمينة ابنة جابر في مقابل التستر على قتله (أبو حديد)، أمينة ترفض وتقع في غرام الشاب حسن ابن (أبو حديد)، يرفض جابر تزويج ابنته لحسن فتهرب معه ويتزوجان، وكي يبعد جابر عن تهديد الحنش يبلغ عنه البوليس فيسجن. يكوّن الصيادون جمعية تعاونية للصيد فتتحسن أحوالهم، عندما يفرج عن الحنش يقرر الانتقام فيوهم جابر بوجوب نقل جثة والد أبو حديد من العشة حتى لا يكشفها أحد، وفي نفس الوقت يرسل أبو حديد لضبط قاتل والده، يتأكد حسن أن جابر قتل والده ولكنه لا يسلمه للبوليس ويطلق ابنته أمينة، يتم قتل جابر ويتهم حسن أبو حديد بالقتل. تصدق أمينة ذلك فيهرب أبو حديد وتتحطم الجمعية التعاونية ويعود الحنش لاحتكار الصيد، يتودد الحنش لأمينة وتوافق على الزواج منه بعد تسليم أبو حديد للبوليس، لكن عشيقة الحنش تهدد بإفشاء سره لأمينة إذا تزوجها، فيطعنها بسكين ويظنها ماتت، لكنها تعترف للبوليس بأن الحنش حاول قتلها، وأن حسن أبو حديد بريء، يقبض على الحنش وتعود أمينة إلى زوجها.

## طاقم التمثيل
- فريد شوقي: (حسن أبو حديد)
- محمود المليجي: (عطية الحنش)
- ليلى طاهر: (أمينة)
- عبد المنعم إبراهيم: (حسان)
- سميحة توفيق: (شلبية)
- عبد الوارث عسر: (جابر)
- فاخر فاخر: (أبو راية)
- حسن حامد
- عبد العزيز غنيم
- عبد الغني النجدي
- أزهار شريف
- علي رشدي
- كمال الزيني
- حسين إسماعيل
- كامل أنور
- محمد الهواري
- محمد سليمان
- محمد الحلو
- إبراهيم الحلو
- محمود الحلو
- محمد رشدي: (غناء)

## فريق العمل
- إخراج: نيازي مصطفى
- قصة وسيناريو: نيازي مصطفى، عبد الحي أديب
- حوار: السيد بدير
- مدير التصوير: علي حسن
- مونتاج: جلال مصطفى، عطية عبده
- إنتاج: رمسيس نجيب
- موسيقى تصويرية: فؤاد الظاهري
- توزيع: الشرق لتوزيع الأفلام
- تأليف الأغاني: فتحي قورة
- ألحان الأغاني: نجيب السلحدار